# 深圳国际贸易中心大厦
深圳国际贸易中心大厦，简称国贸大厦，是中華人民共和國廣東省深圳市的一座摩天大厦，位於羅湖區人民南路、嘉賓路交界。此大厦樓高53層，地下3層，高度有160米。

## 历史

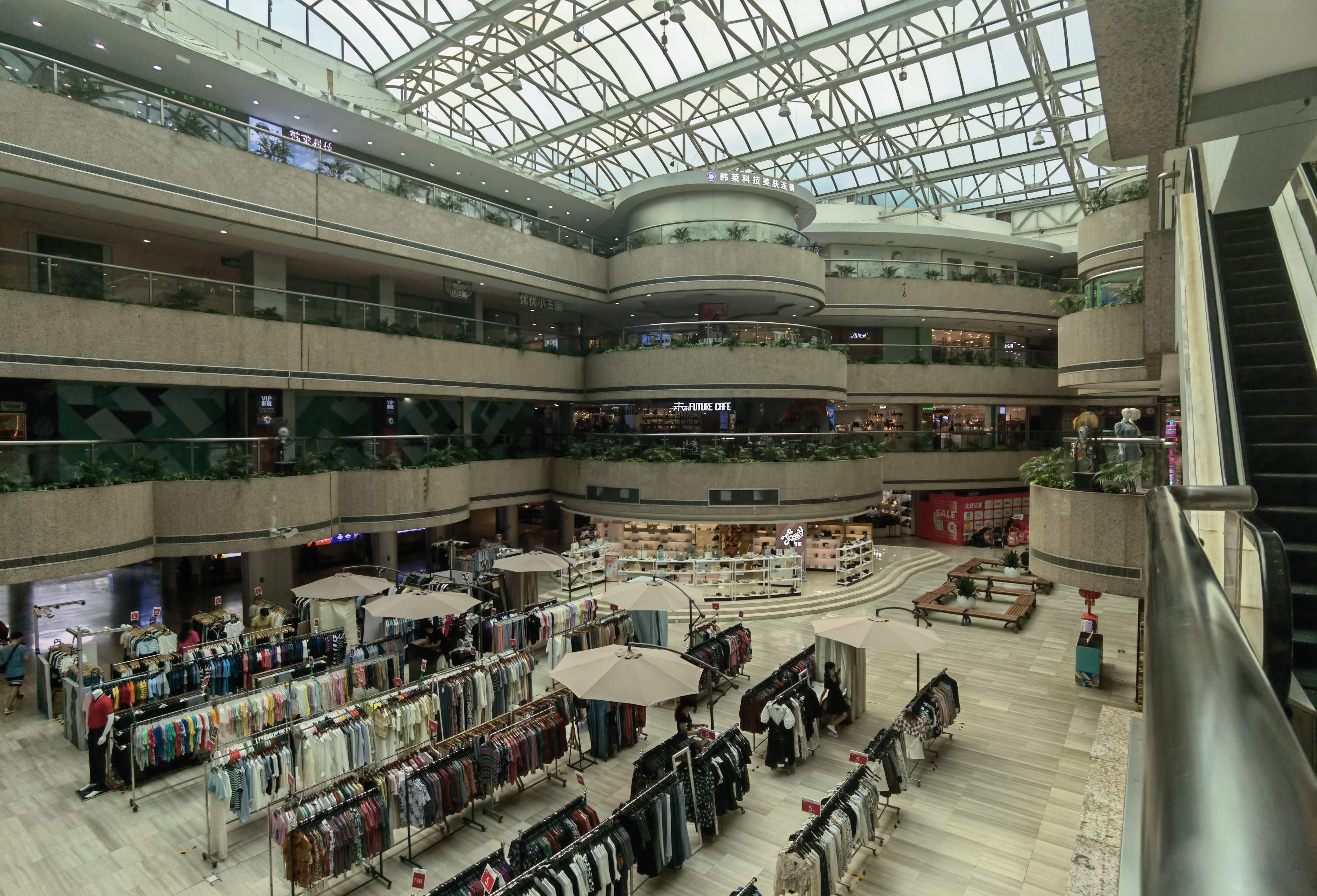
厦商场区域，现为天虹国贸店

於1985年興建落成，是深圳特区早期建设的一座标志性建筑。自2017年9月，國貿大廈已被列入深圳市首批市定歷史建築。
大厦在兴建的时候，创造了3天建一层的深圳速度，是中国改革开放进程和“时间就是金钱”的特区效率的象征。
1992年邓小平南巡时，曾登上这座大厦的旋转餐厅，俯瞰深圳市全景，发表了30多分钟的讲话，主要内容为支持深圳改革开放。